# 아포에라
아포에라(네덜란드어: Apoera)는 수리남의 도시이다.